# Natação nos Jogos Pan-Americanos de 2007 - 10 km masculino
As competições da maratona aquática de 10 km masculina  da natação nos Jogos Pan-Americanos de 2007 foram realizadas em 14 de julho na Praia de Copacabana.

## Medalhistas
| Ouro   | USA Fran Crippen     |
| Prata  | USA Charles Peterson |
| Bronze | BRA Allan do Carmo   |

## Resultados
| Posição | Nadador                  | Tempo     | Dif.    |
| ------- | ------------------------ | --------- | ------- |
| 1       | Fran Crippen (USA)       | 2:02:24.1 | 0.0     |
| 2       | Charles Peterson (USA)   | 2:02:29.2 | 5.1     |
| 3       | Allan Carmo (BRA)        | 2:03:53.7 | 1:29.6  |
| 4       | Ricardo Monasterio (VEN) | 2:04:32.1 | 2:08.0  |
| 5       | Philippe Dubreul (CAN)   | 2:05:52.0 | 3:27.9  |
| 6       | Manuel Chu (MEX)         | 2:06:19.6 | 3:55.5  |
| 7       | Ricardo Salas (VEN)      | 2:06:22.9 | 3:58.8  |
| 8       | Jarred Ballem (CAN)      | 2:07:05.8 | 4:41.7  |
| 9       | Marcello Soares (BRA)    | 2:07:38.4 | 5:14.3  |
| 10      | Damián Blaum (ARG)       | 2:08:03.1 | 5:39.0  |
| 11      | Luis Escobar (MEX)       | 2:08:08.0 | 5:43.9  |
| 12      | Kurt Niehaus (CRC)       | 2:09:52.5 | 7:28.4  |
| 13      | Roberto Peñailillo (CHI) | 2:10:10.6 | 7:46.5  |
| 14      | Raul Macedo (ARG)        | 2:20:06.5 | 17:42.4 |